# Tjeckiska cupen (volleyboll, damer)
Tjeckiska cupen (tjeckiska: Českého poháru žen) är en årlig volleybolltävling i cupformat för damer i Tjeckien som arrangerats av Český Volejbalový Svaz sedan 1992.

## Resultat per år
| Upplaga                 | Upplaga               | Podium          | Podium        | Podium           |
| Säsong                  | Spelplats för finalen | Mästare         | Matchresultat | Finalist         |
| ----------------------- | --------------------- | --------------- | ------------- | ---------------- |
| 1992-93 mer information | -                     | VK Královo Pole | -             | -                |
| 1993-94 mer information | -                     | VK UP Olomouc   | -             | -                |
| 1994-95 mer information | -                     | VK UP Olomouc   | -             | -                |
| 1995-96 mer information | -                     | PVK Olymp Praha | -             | -                |
| 1996-97 mer information | -                     | PVK Olymp Praha | -             | -                |
| 1997-98 mer information | -                     | PVK Olymp Praha | -             | -                |
| 1998-99 mer information | -                     | PVK Olymp Praha | -             | -                |
| 1999-00 mer information | -                     | PVK Olymp Praha | -             | -                |
| 2000-01 mer information | -                     | VK Královo Pole | -             | -                |
| 2001-02 mer information | -                     | VK Královo Pole | -             | -                |
| 2002-03 mer information | -                     | VK Královo Pole | -             | PVK Olymp Praha  |
| 2003-04 mer information | -                     | PVK Olymp Praha | -             | VK Královo Pole  |
| 2004-05 mer information | -                     | PVK Olymp Praha | -             | VK Královo Pole  |
| 2005-06 mer information | Praga                 | VK Královo Pole | 3 - 1         | PVK Olymp Praha  |
| 2006-07 mer information | Brno                  | PVK Olymp Praha | 3 - 0         | VK Královo Pole  |
| 2007-08 mer information | Praga                 | VK Prostějov    | 3 - 0         | PVK Olymp Praha  |
| 2008-09 mer information | Prostějov             | VK Prostějov    | 3 - 0         | VK UP Olomouc    |
| 2009-10 mer information | Prostějov             | VK Prostějov    | 3 - 2         | VK Královo Pole  |
| 2010-11 mer information | Olomouc               | VK Prostějov    | 3 - 0         | VK UP Olomouc    |
| 2011-12 mer information | Olomouc               | VK Prostějov    | 3 - 0         | VK UP Olomouc    |
| 2012-13 mer information | Olomouc               | VK Prostějov    | 3 - 1         | PVK Olymp Praha  |
| 2013-14 mer information | Olomouc               | VK Prostějov    | 3 - 1         | PVK Olymp Praha  |
| 2014-15 mer information | Plzeň                 | VK Prostějov    | 3 - 0         | PVK Olymp Praha  |
| 2015-16 mer information | Olomouc               | VK Prostějov    | 3 - 0         | TJ Ostrava       |
| 2016-17 mer information | Olomouc               | VK UP Olomouc   | 3 - 2         | VK Prostějov     |
| 2017-18 mer information | Brno                  | VK Prostějov    | 3 - 1         | VK UP Olomouc    |
| 2018-19 mer information | Brno                  | VK UP Olomouc   | 3 - 1         | VK Prostějov     |
| 2019-20 mer information | Brno                  | VK UP Olomouc   | 3 - 2         | PVK Olymp Praha  |
| 2020-21 mer information | Teplice               | VK UP Olomouc   | 3 - 1         | VK Dukla Liberec |
| 2021-22 mer information | Tábor                 | VK Královo Pole | 3 - 1         | VK Dukla Liberec |

## Resultat per klubb
| Lag             | Antal titlar | Säsonger                                                                                 |
| --------------- | ------------ | ---------------------------------------------------------------------------------------- |
| VK Prostějov    | 10           | 2007-08, 2008-09, 2009-10, 2010-11, 2011-12, 2012-13, 2013-14, 2014-15, 2015-16, 2017-18 |
| PVK Olymp Praha | 8            | 1995-96, 1996-97, 1997-98, 1998-99, 1999-00, 2003-04, 2004-05, 2006-07                   |
| VK Královo Pole | 6            | 1992-93, 2000-01, 2001-02, 2002-03, 2005-06, 2021-22                                     |
| VK UP Olomouc   | 6            | 1993-94, 1994-95, 2016-17, 2018-19, 2019-20, 2020–21                                     |